# Östergötlands runinskrifter 173

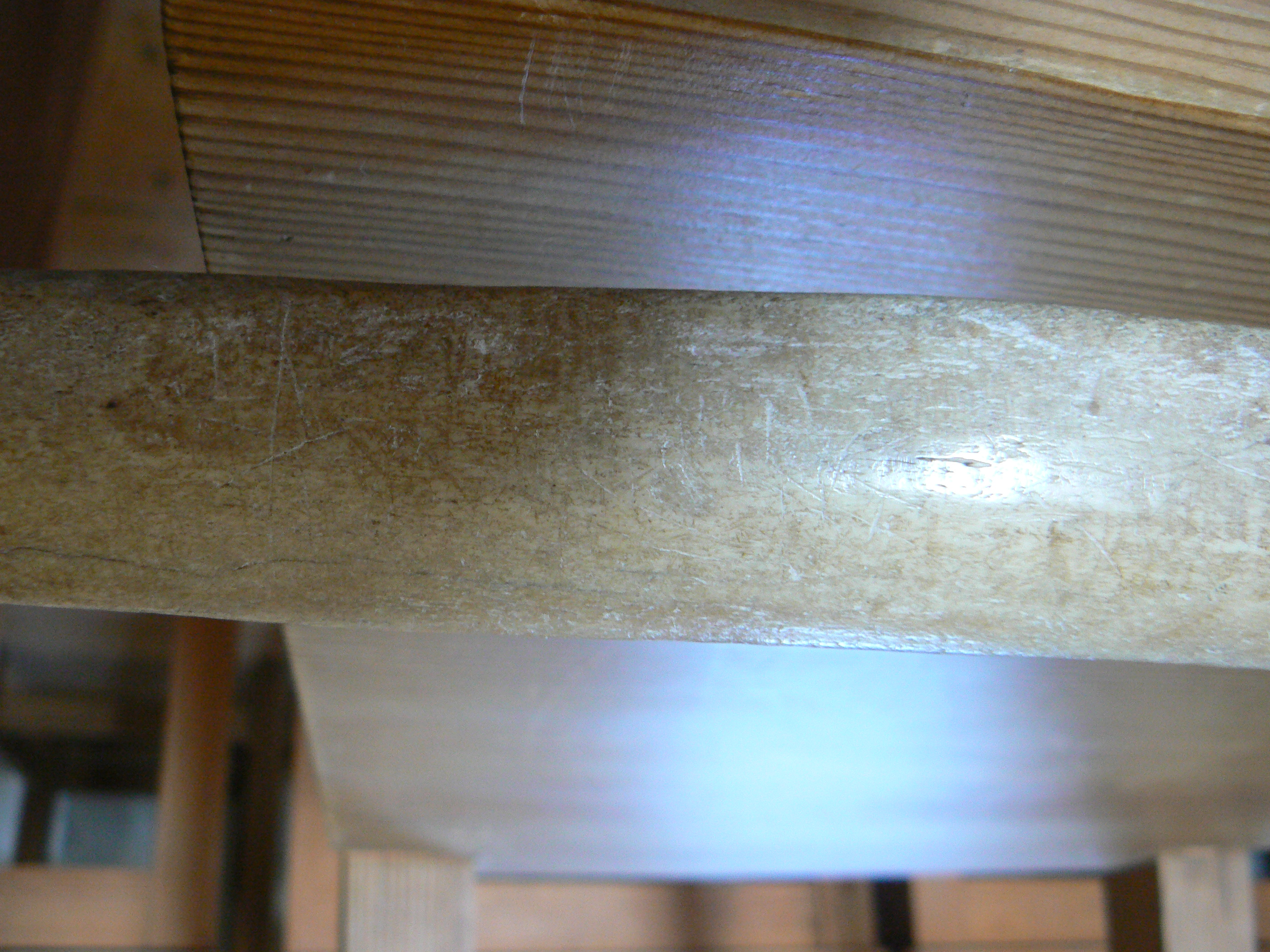
Brates C, Samnordisk runtextdatabas' B (i vänstra delen av bilden)

Östergötlands runinskrifter 173, Ög 173, är runorna på ett 77,5 cm långt revben av en delfin, vilket förvaras i Skärkinds gamla kyrka i Norrköpings kommun. Runorna är från 1400-talet och alltså av en medeltida typ. Östergötlands runinskrifter indelar runorna i fyra inskrifter benämnda A, B, C och D. Samnordisk runtextdatabas använder en indelning i enbart två stycken, A och B, trots att Östergötlands runinskrifter uppges vara källa. Nedan beskrivs inskrifterna i första hand som de tolkas av Erik Brate i Östergötlands runinskrifter.

## Translitterering
I translittererad form lyder inskrifterna:
A: þætt=æ refen

B: h-=r (Runan som bildar binderuna med r ser ut som två motställda þ, där öglorna skär in i varandra, och föreslås spekulativt vara en efterbildning av en speciell variant av bokstaven m som man påträffar i "munkstilen", den senmedeltida standardhandstilen.)

C: r

D: rr ("ser ut som två r vända med staven mot varandra")  
Samnordisk runtextdatabas inkluderar både A och B ovan i vad den kallar A. Brates C kallas i databasen för B, medan inskrift D saknas där. Brate anser att den inskrift han kallar B är vänd upp-och-ner i förhållande till A och läser den således också i motsatt riktning, till skillnad från hur man gjort i Samnordisk runtextdatabas, där dessa alltså räknats till en och samma ristning. Runtextdatabasen translittererar ristningen þætt=æ| |ær| |refen ¶ h? (Lodstrecken markerar att det sista æ i þættæ samt r i refen båda ska läsas två gånger.)

## Översättning
Den enda fullt tolkbara inskriften, Brates A, betyder "Detta är revbenen".